# Eurytoma solenozopheriae
Eurytoma solenozopheriae är en stekelart som beskrevs av William Harris Ashmead 1887. Eurytoma solenozopheriae ingår i släktet Eurytoma och familjen kragglanssteklar. Inga underarter finns listade i Catalogue of Life.